# Hải lưu Aleut
Hải lưu Aleut hay còn gọi là hải lưu Cận Bắc cực là một dòng hải lưu chảy về hướng đông ở phía bắc của Hải lưu Bắc Thái Bình Dương và đây là nhánh phía bắc của dòng hải lưu Kuroshio khi chuyển hướng về phía đông khoảng giữa 40° B và 50° N. Vì dòng chảy này di chuyển vào bờ biển của Bắc Mĩ nên tạo thành hai dòng chảy về hướng Bắc - dòng hải lưu Alaska và dòng hải lưu California.